# Kyle Chalmers
Kyle Chalmers, född 25 juni 1998, är en australisk simmare.

## Karriär
Chalmers tävlade för Australien vid olympiska sommarspelen 2016 i Rio de Janeiro, där han vann guld på 100 meter frisim samt brons på 4 × 100 meter frisim och 4 × 100 meter medley.
Vid olympiska sommarspelen 2020 i Tokyo tog Chalmers silver på 100 meter frisim. Han var även en del av Australiens lag som tog brons på både 4×100 meter frisim och 4×200 meter frisim.
I juni 2022 vid VM i Budapest var Chalmers en del av Australiens kapplag som tog silver på 4×100 meter frisim. Han var även en del av kapplaget som tog guld och satte ett nytt världsrekord på 4×100 meter mixed frisim.
I december 2022 vid kortbane-VM i Melbourne tog Chalmers sju medaljer. Individuellt tog han guld och noterade ett nytt mästerskapsrekord på 100 meter frisim. Chalmers var även en del av Australiens kapplag som tog guld och noterade ett nytt världsrekord på 4×100 meter medley. Han var också en del av kapplaget som tog guld på 4×50 meter frisim, silver på 4×100 meter frisim, 4×200 meter frisim och 4×50 meter mixed frisim samt brons på 4×50 meter medley, där Australien i samtliga grenar noterade nya oceaniska rekord.